# Яель Гробглас
Яель Гробглас (івр. יעל גרובגלס, англ. Yael Grobglas; 30 травня 1984, Париж) — ізраїльська акторка.

## Біографія
Гробглас народилася у Парижі, Франція, і в трирічному віці разом з батьками переїхала до Ізраїлю, де почала свою акторську кар'єру. Вона знімалася в серіалах Ha-E (2007—2009) і «Спліт» (2011—2012), а потім переїхала до США, щоб продовжити кар'єру на американському телебаченні. Після переїзду в США, Гробглас отримала головну роль у пілоті The CW за романом «Відбір». Після невдачі з пілотом вона отримала другорядну роль в іншому шоу каналу — «Царство». Наступного року Гробглас отримала роль основної злодійки в серіалі The CW «Незаймана Джейн».

## Фільмографія
| Рік       | Назва українською | Назва англійською     | Роль              | Примітки                    |
| --------- | ----------------- | --------------------- | ----------------- | --------------------------- |
| 2007-2009 |                   | Ha-E                  | Джині             | Регулярна роль, 72 епізоду  |
| 2010      | Скажені           | Kalevet               | Шир               |                             |
| 2011-2012 | Спліт             | Hatsuya               | Ной               | Регулярна роль, 45 епізодів |
| 2013      | Відбір            | The Selection         | Америка Сінгер    | Пілот                       |
| 2013-2014 | Царство           | Reign                 | Олівія Д'Аменкорт | 7 епізодів                  |
| 2014-2018 | Незаймана Джейн   | Jane the Virgin       | Петра Солано      | Регулярна роль              |
| 2017-2018 | Супергерл         | Supergirl             | Псі               |                             |
| 2018      | Інтерв'ю з Богом  | An Interview with God | Сара Ашер         |                             |